# Karl Mündlein

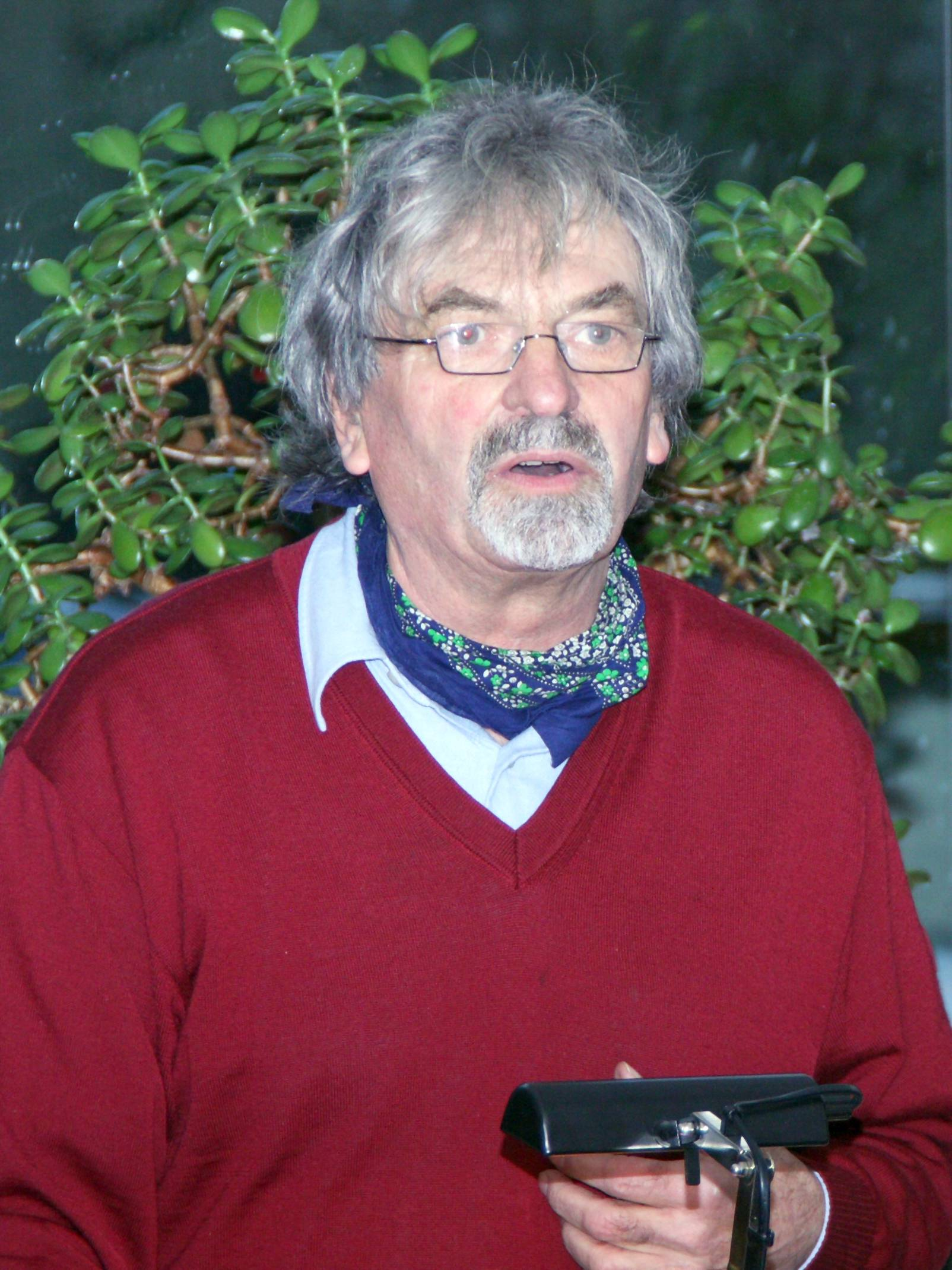
Karl Mündlein im Uhu-Treff in Weikersheim, 2010

Karl Mündlein (* 25. Dezember 1942 in Weikersheim) ist ein deutscher Lyriker, der in Hohenloher Mundart schreibt.
Karl Mündlein wuchs in ärmlichen Verhältnissen im Hohenloher Residenzstädtchen Weikersheim als Sohn eines Nebenerwerbslandwirts auf, was ihn prägte. In seinen Texten verarbeitet er hauptsächlich die Eindrücke aus seiner Kindheit und Jugend. Im Alter von 14 Jahren begann Mündlein, wie vorher sein Vater, eine Ausbildung als Fernmeldehandwerker in Stuttgart und arbeitete danach sechs Jahre beim Fernmeldeamt Schwäbisch Hall. Im Anschluss an den Besuch der Technischen Oberschule Heilbronn absolvierte er ein Lehramtsstudium in Ludwigsburg und Schwäbisch Gmünd. Bis zum Beginn seines „Unruhestandes“ 2006 unterrichtete er an einer Realschule in Mainhardt unweit seiner Heimat. Er lebt in Ammertsweiler, einem Teilort von Mainhardt.

## Veröffentlichungen
- Mouschd und Brood. Gedichte aus Hohenlohe. Silberburg-Verlag, Tübingen 2004, ISBN 3-87407-587-7.
- Originale. In: Menschen auf dem Land. Silberburg-Verlag, Tübingen 2004, ISBN 3-87407-623-7.
- ’s Schulgengele. In: Wege auf dem Land. Silberburg-Verlag, Tübingen 2007, ISBN 978-3-87407-763-7.
- Weih und Blooz. Gedichte aus Hohenlohe. Silberburg-Verlag, Tübingen 2009, ISBN 978-3-87407-856-6.
- Lass dr Zeit. Hohenloher Schbich und Gdichtlich. Silberburg-Verlag, Tübingen 2013, ISBN 978-3-8425-1285-6.